# Elecciones parlamentarias de Egipto de 2005
Las elecciones parlamentarias de 2005 en Egipto consistieron en un proceso eleccionario de tres etapas destinado a determinar la composición de su cámara baja. Las elecciones dieron origen a la Octava Asamblea desde la adopción de la Constitución de 1971. Más de 7000 candidatos compitieron en 222 distritos por los 444 mandatos elegibles de la Asamblea.
Fueron consideradas como una prueba del proceso de reformas políticas, al realizarse solo 2 meses después de las primeras elecciones presidenciales competitivas. Aunque el gobernante Partido Nacional Democrático (PND) mantuvo su mayoría y el control de la Asamblea, otras fuerzas políticas lograron considerables mejoras a expensas del PND.
Estas elecciones tuvieron una importancia adicional dado que un partido debe obtener al menos un 5% de los mandatos en la Asamblea para poder presentar un candidato a las elecciones presidenciales de 2011.

## Proceso electoral
El proceso electoral se efectuó en tres etapas entre el 7 de noviembre y el 9 de diciembre de 2005 empleando escrutinio uninominal mayoritario, con más de 32 millones de electores registrados en las 222 circunscripciones. El registro oficial de los candidatos se inició el 12 de octubre de 2005.

### Primera etapa
Se efectuó el miércoles 9 de noviembre, con segundas vueltas el martes 5 de noviembre y 10.7 millones de votantes registrados, en 8 gobernaciones egipcias: Cairo, Giza, al-Minufiyah, Bani Suwayf, Asyut, al-Minya, Matruh y al-Wadi al-Jadid.

### Segunda etapa
Se efectuó el domingo 20 de noviembre, con segundas vueltas el sábado 26 de noviembre y 10.5 millones de votantes registrados, en 9 gobernaciones egipcias: Alejandría, al-Buhayrah, al-Isma'iliyah, Bur Sa'id, as-Suways, al-Qalyubiyah, al-Gharbiyah, al-Fayyum y Qina.

### Tercera etapa
Se efectuó el jueves 1º de diciembre, con segundas vueltas el miércoles 7 de diciembre y 10.6 millones de votantes registrados, en 9 gobernaciones egipcias: ad-Daqahliyah, ash-Sharqiyah, Kafr ash Shaykh, Dimyat, Suhaj, Aswan, al-Bahr al-Ahmar, South Sinai y North Sinai.

## Composición previa
Al realizarse estas elecciones, el número de diputados a la Asamblea es de 454. Las elecciones parlamentarias de 2000 arrojaron la siguiente distribución de mandatos en la Séptima Asambles:
- Partido Nacional Democrático (PND) - 417
- Nuevo Partido Wafd - 6
- Partido Nacional Unionista Progresista - 5
- Partido Nasserista Democrático Árabe - 1
- Partido Liberal Ahrar - 1
- Independientes - 14
- Miembros designados - 10

## Campañas electorales
Oficialmente, el período de campaña se iniciaba inmediatamente después del anuncio de la lista final de candidatos, terminando un día antes de la fecha de la elección. En el caso de las segundas vueltas, se reiniciaba un día después del anuncio de los resultados y se extendía hasta el día anterior a la segunda vuelta.
Los gastos de una campaña estaban oficialmente limitados a un máximo de 70000 libras, estando proscrito cualquier fnanciameinto o apoyo extranjeros. Igualmente regían restricciones en cuanto al uso de los servicios públicos (transporte, edificios, emñesas públicas, así como compañías con acciones en poder del gobierno).

## Partidos y grupos de oposición
Existían 8 partidos políticos reconocidos, así como varios grupos de presión, tales como el Movimiento Kifaya y la Hermandad Musulmana.

## Resultados electorales

### Primera etapa
De los 164 mandatos, el PND obtuvo 112 (alrededor del 75%), los partidos políticos seculares un total de 5 y los independientes un total de 47 mandatos. De los 47 independientes elegidos, 34 fueron candidatos de la Hermandad Musulmana, hecho que se considera la maor sorpresa en estas elecciones. Como consecuencia, la Hermandad duplició su representación en la Asamblea ya en la primera etapa.
Tal como en elecciones previas, numerosos candidatos independientes se plegaron al PND después de anunciados los resultados. De acuerdo a datos oficiales, emitieron su voto 2 300 000 electores registrados, de lo que resulta una participación electoral de alrededor de 23%.
Se realizaron segundas vueltas en 74 curcunscripciones, disputándose 133 mandatos, con 9,990,550 electores registrados, con una participación de alrededor del 23%.
En las segundas vueltas resultaron elegidos 85 candidatos del PND, 2 de Nuevo Partido Wafd, 2 del Partido Nacional Unionista Progresista, uno del Partido del Mañana, así como 43 candidatos independientes.
Esta etapa arrojó la siguiente distribución de 164 mandatos:
- PND — 112
- Nuevo Partido Wafd — 2
- Partido Nacional Unionista Progresista — 2
- Partido del Mañana — 1
- Independientes — 47 
  - (de ellos Hermandad Musulmana — 34)

Entre los políticos prominentes que perdieron sus respectivas candidaturas se cuentan Ayman Nour, líder del Partido del Mañana y candidato presidencial en las elecciones de septiembre de 2005, arrestado por cargos de corrupción, así como el principal reformador del PND Hossam ElBadrawy, Amin Mubarak y Fayda Kamel, y la figura copta más destacada del Nuevo Partido Wafd, Monir Fakhri Abdel Nour.

### Segunda etapa
Con ocasión de la primera vuelta de elecciones realizada el domingo 20 de noviembre, solo 23 mandatos se decidieron en forma definitiva; el resto pasó a segundas vueltas. Estas se realizaron el sábado 26 de noviembre, compitiendo 242 candidatos por 121 mandatos en 68 circunscripciones, de las que 53 eran de doble mandato y 15 de mandato simple.
Los resultados finales se anunciaron el lunes 28 de noviembre. El PND ganó un total de 90 mandatos (después de que algunos candidatos victoriosos se plegaran al PND); 46 fueron para candidatos independientes (de los cuales 42 miembros de la Hermandad Musulmana, elevando a un total de 76 los mandatos obtenidos por ese grupo) y otros 2 mandatos para el Nuevo Partido Wafd.
Se dieron numerosas sorpresas en materia de victorias y derrotas.
Khalid Muhi ad Din fundador del Partido Tagammu perdió su mandato. Khalid había sido legislador durante largo tiempo candidato en las elecciones presidenciales de 2005 antes de que su partido decidiera boicotearlas. También perdieron sus mandatos otros dos altos dirigentes de ese partido, ElBadry Farghaly y Abo ElEzz ElHarirri. El Partido Tagammu no logró mandato alguno en esta etapa.
El exministro de agricultura y exvicepresidente del PND, Yousef Wali, también perdió su mandato.

### Tercera etapa
La etapa final de la elección se realizó el jueves 1º de diciembre, disputándose 136 mandatos en 68 circunscripciones; en forma inmediata se decidieron 9 mandatos: 8 para el PND y 1 para el Nuevo Partido Wafd. 
Las segundas vueltas se realizaron el miércoles 7 de diciembre para definir los restantes 127 mandatos. La Hermandad Musulmana obtuvo 11 mandatos, el PND 111, mientras que 5 mandatos quedaron en suspenso.

### 10 mandatos designados
El 12 de diciembre de 2005, el presidente Mubarak ejerció su derecho constitucional designando a 10 miembros de la Asamblea.
Los designados fueron:
- Mohamed Dakrouri, asesor del presidente
- Ahmed Omar Hashem, expresidente de la Universidad Al-Azhar
- Edward Ghali El-Dahabi, abogado
- Ramzi El-Shaer, expresidente de la Universidad Zagazig y docente de derecho constitucional
- Iskandar Ghattas, asesor del ministro de justicia
- Zeinab Radwan, exdecano de la facultad de estudios árabes e islámicos de la Universidad de El Cairo
- Georgette Sobhi, miembro del Consejo Nacional de la Mujer
- Ibrahim Habib, presidente de la Autoridad Pública de Notarios de Egipto
- Siadah Ilhami, sociólogo
- Sanaa El-Banna, presidente del Holding Petroquímico

### Resultados generales
La proscrita Hermandad Musulmana, cuyos candidatos se presentaron como independientes, llegó a 87 mandatos de los 454 de la Asamblea, casi seis veces los que tenía antes.
El gobernante PND obtuvo al menos 311 mandatos, significativamente menos que los 404 mandatos que obtuvo en 2000, pero apenas nueve mandatos más de la crucial mayoría parlamentaria de dos tercios (alrededor de 302 mandatos) requerida para efectuar modificaciones constitucionales.
Los partidos de oposición (licenciados) y otros independientes no afiliados al PND obtuvieron en conjunto 36 seats. 
Un total de 432 miembros de la asamblea saliente (alrededor del 77.5%) perdieron su mandato en estas elecciones.

## Resumen de las elecciones parlamentarias de 2005
Los 454 mandatos de la Octava Asamblea Popular (12 mandatos en disputa):
| Partidos                                                                                     | Votos                | %                    | Mandatos | Ganancias | Pérdidas | Neto +/- | Mandatos % |
| -------------------------------------------------------------------------------------------- | -------------------- | -------------------- | -------- | --------- | -------- | -------- | ---------- |
| Partido Nacional Democrático (Al'Hizb Al Watani Al Democrati)                                |                      |                      | 330      | 0         | -73      | -73      | 72.7       |
| Nuevo Partido Wafd (Hizb al-Wafd-al-Jadid)                                                   |                      |                      | 5        | 0         | 0        | 0        | 1.1        |
| Partido Nacional Unionista Progresista (Hizb al Tagammo' al Watani al Taqadommi al Wahdwawi) |                      |                      | 1        | 0         | -4       | -4       | 0.2        |
| Partido del Mañana (Hizb al-Ghad)                                                            |                      |                      | 1        | 0         | -1       | -1       | 0.2        |
| Independientes (Hermandad Musulmana - al-ikhwān al-muslimūn)                                 |                      |                      | 88       | 71        | 0        | +71      | 19.4       |
| Independientis (otros)                                                                       |                      |                      | 19       | 0         | -8       | -8       | 4.2        |
| Mandatos en disputa                                                                          |                      |                      | 0        |           |          |          |            |
| Miembros no elegidos                                                                         | Miembros no elegidos | Miembros no elegidos | 10       | 0         | 0        | 0        | 2.2        |
| Partido Nasserista Democrático Árabe                                                         |                      |                      | 0        | 0         | -1       | -1       | 0          |
| Partido Liberal (Hizb al-Ahrar)                                                              |                      |                      | 0        | 0         | -1       | -1       | 0          |
| Total                                                                                        |                      |                      | 454      |           |          |          |            |